# مرآة الشرق
مرآة الشرق هي صحيفة فلسطينية عربية، صدرت بوتيرة أسبوعية، أسست عام 1919 على يد الصحفي والسياسي بولس شحادة وأغلقت عام 1938 على يد السلطات البريطانية ، لم يكن عدد صفحات الجريدة ثابتا، فكانت تصدر أحياناً ب 4 صفحات وأحياناً ب 6 صفحات أو 8 وكانت الصحيفة قد خُصّصت صفحتها الرابعة لنشر المقالات باللغة الإنجليزية بدءا من العدد 62 الصادر في 26/11/1920. ثم توقفت هذه الصفحة الإنجليزية عن الصدور ابتداء من العدد 126 الصادر في 15/10/1921 (لسبب مجهول) ، وقد تناولت الصحيفة مواضيع سياسية اجتماعية عديدة ضد الانتداب البريطاني.
وبرز دورها الوطني ضد الانتداب البريطاني مع بداية ثورة البراق عام 1929، الذي كان من إحدى الاسباب الرئيسية في شهرة الجريدة.

## العاملين فيها
- الدكتور نيقولا شحادة المدير المسؤول.
- أحمد الشقيري الذي استلم رئاسة تحريرها عام 1928.
- اكرم زعيتر أيضًا استلم رئاسة تحريرها عام 1930 واستمر فيها حتى قبض عليه وحكم بالابعاد (غير واضح متى كان ذلك).
- عمر الصالح البرغوثي: أحد الكاتبين فيها.[5]

## اهداف ومواضيع الصحيفة
كان من أحد أهدافها، الكتابة ضد الانتداب البريطاني؛ للدفاع عن الوطن بشكل غير مباشر، عملت على نقل اخبار الوطن في ذلك الحين، الترويج للأغراض المحلية والصناعات الشهيرة في البلاد، نشر القصائد الشعرية للكتاب الفلسطينيين في ذلك الوقت.

## سبب الاغلاق
قامت السلطات البريطانية بإغلاقها عام 1938؛ بسبب نشرها لقصيدة شعرية ضد الانتداب البريطاني والهجرة اليهودية.